# Église catholique en Biélorussie
 (juillet 2022).
Motif : L’article ne parle que de la partie latine de l’Église catholique en Biélorussie, oubliant complètement l’Église grecque-catholique biélorusse.
L’Église catholique en Biélorussie (en biélorusse : Каталіцкі Касцёл у Беларусі, Katalicki Kasciol u Bielarusi), désigne l'organisme institutionnel et sa communauté locale ayant pour religion le catholicisme en Biélorussie.
L'Église en Biélorussie est organisée en une unique province, la province ecclésiastique de Minsk-Moguilev, qui n'est pas soumise à une juridiction nationale au sein d'une Église nationale, mais qui est soumise à la juridiction universelle du pape, évêque de Rome, au sein de l'« Église universelle ».
La province de Minsk répartit quatre diocèses (un archidiocèse métropolitain et trois diocèses), qui rassemblent toutes les paroisses en Biélorussie.
En étroite communion avec le Saint-Siège, les évêques des diocèses de Biélorussie sont membres d'une instance de concertation, la Conférence des évêques catholiques de Biélorussie.
Depuis l’indépendance (1990/91), la Biélorussie n'a plus de religions d'État ni officielles et depuis 1996, l'article 16 de la Constitution dispose que « Les activités des organisations religieuses dirigées contre la souveraineté de la République de Biélorussie, son régime constitutionnel et la concorde civile ou qui impliquent une violation des droits civils et des libertés des citoyens, ou les empêchent d'exécuter leurs obligations publiques et familiales ou à l'égard de l'État, ou sont préjudiciables à leur santé ou leur moralité, sont interdites », et l'article 31 que « chacun a le droit de manifester sa religion et de participer à des cérémonies religieuses qui ne sont pas interdites par la loi » autorisant, ainsi l'Église catholique.
L'Église catholique est une communauté religieuse minoritaire en Biélorussie.

## Organisation
L’Église catholique en Biélorussie recouvre quatre diocèses, dont ceux de Mohylev (fondé en 1783), Minsk (érigé en 1798), tous deux ont fusionné pour former un seul archidiocèse, Grodno, Pinsk et Vitebsk.
- Province ecclésiastique de Minsk-Moguilev
  - Archidiocèse de Minsk-Moguilev
  - Diocèse de Grodno
  - Diocèse de Pinsk
  - Diocèse de Vitebsk

## Statistiques
En Biélorussie, dans une population de 9,5 millions d'habitants, l'Église catholique compte plus d’un million de fidèles (20 %) et se classe après les orthodoxes (48,3 %) et les sans-religions (41,1 %).
Ces catholiques descendent pour l’essentiel des populations polonaises qui étaient majoritaires dans de nombreuses villes de Biélorussie avant la Seconde Guerre mondiale.